# Kohlefeuerung

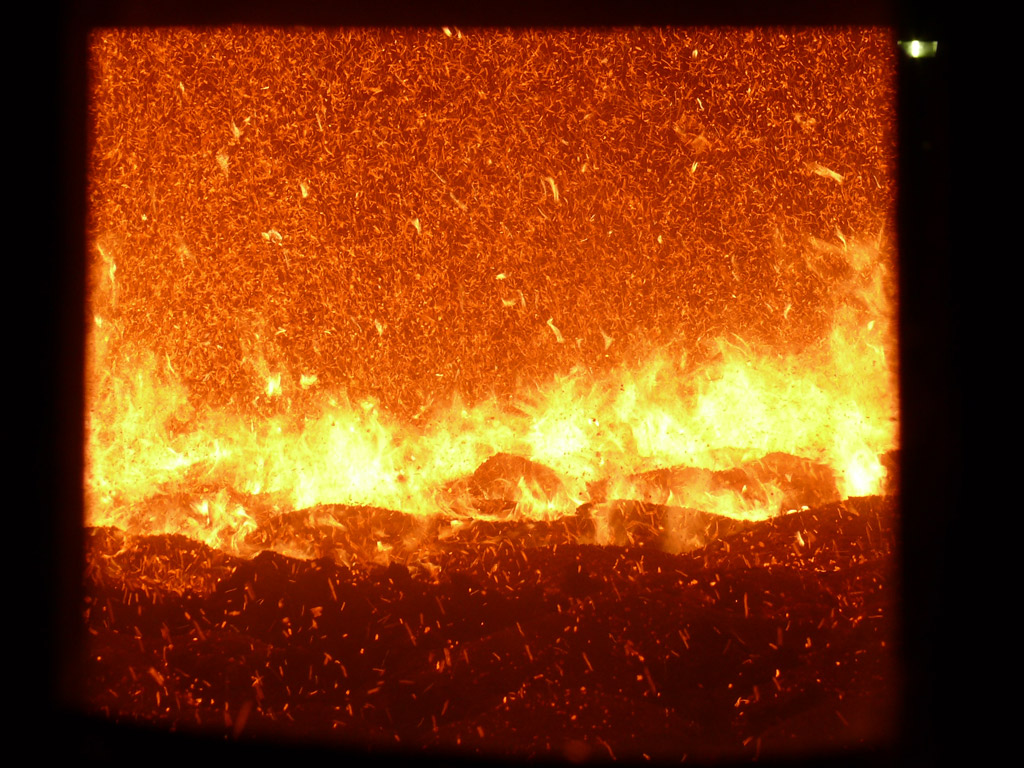
Blick in die Feuerung Kraftwerk Schwarze Pumpe

Die Kohlefeuerung ist eine Form der Feuerung, bei der Kohle als Brennstoff eingesetzt wird.

## Typen
Da Kohle in der Regel normalerweise als stückiger oder staubförmig gemahlener Festbrennstoff vorliegt, werden zur Verbrennung die gängigen Techniken der Festbrennstofffeuerung eingesetzt:
- Rostfeuerungen für stückige Kohle
- Kohlenstaubfeuerungen – Staubfeuerung  mittels Staubbrennern für Kohlenstaub, nach Aufmahlen in einer Kohlemühle
- Wirbelschichtfeuerungen für stückige Kohle und Staub mit eng definiertem Kornspektrum, insbesondere für Kohle mit hohem Ascheanteil oder Asche mit problematischem Schmelzverhalten

Nach einer Vergasung oder Verflüssigung kann das entstehende Brenngas/-öl auch mit konventionellen Gas- oder Ölbrennern verbrannt werden. Diese Form der Verbrennung wird aber nicht zu den klassischen Kohlefeuerungen gezählt.

## Einsatz
Da eine Kohlefeuerung in der Regel nach einer aufwändigen Rauchgasreinigung verlangt, wurde Kohle als Brennstoff im privaten Bereich weitgehend durch Heizöl und Erdgas abgelöst. Seitdem kommen Kohlefeuerungen heute fast nur noch im industriellen Bereich, insbesondere in Kohlekraftwerken zum Einsatz (Staubfeuerung oder Wirbelschichtfeuerung). Seltener finden sich Rostfeuerungen, vor allem in historischen Anlagen, z. B. auf Dampflokomotiven.